# Липецкий (молочный комбинат)
«Молочный комбинат „Липецкий“» — крупное предприятие города Липецка. Полное название — филиал «Молочный комбинат „Липецкий“» акционерного общества «Эйч энд Эн». Расположено на улице Катукова, 1.
Развитие молочной промышленности в Липецке началось с открытия в 1941 году Липецкого городского молокозавода на Октябрьской улице. Почти сразу он стал основным поставщиком молочных продуктов в Липецке и Липецкой области. В 1961 году завод переехал на Колхозную улицу (ныне проспект Победы), где занимал территорию в районе нынешнего дома № 20.
В 1981 году городской молочный завод был перебазирован на окраину города на улицу Катукова, где находится и сегодня.
До недавнего времени самым востребованным продуктом было молоко «Детское». В 2002 году «Липецкмолоко» вошло в созданную тогда же группу «Юнимилк», которая объединила 12 предприятий; с тех пор липецкая компания производит продукцию под брендами «Юнимилка», в том числе «Простоквашино» и «Летний день».  
28 августа 2006 года сдан в эксплуатацию комплекс водоподготовки для производственной линии «Липецкмолока».
1 апреля 2008 года ОАО «Липецкмолоко» прекратило существование в качестве юридического лица, всё имущество вошло в состав «Юнимилка».